# Virumaa
Virumaa (zkráceně též Viru, latinsky Vironia, švédsky a německy Wierland, staroseversky Virland, česky Vironsko) je historický kraj Estonska, jejíž území dnes leží ve dvou krajích Lääne-Virumaa a Ida-Virumaa. 

Historický znak Vironska, dnes užívaný jako znak kraje Ida-Virumaa

Vironsko bylo sídelní oblastí Vironců, jednoho z baltofinských kmenů, z nichž se později zformoval estonský národ. V jazyce severních sousedů, pro něž bylo Vironsko branou ke všem dalším Estonci obývaným územím, se označení Viro přeneslo na celé Estonsko.